# Ерунок
Ерунок (ярунок) — столярный инструмент, предназначенный для измерения и разметки углов в 45 и 135 градусов.
Ерунок представляет собой колодку, в которую под углом 45 градусов вставлена линейка. При разметке ерунком его нужно приложить к доске так, чтобы находящаяся под линейкой часть колодки плотно прилегала к боковой стороне заготовки, а сама линейка плотно лежала на горизонтальной поверхности. В качестве средства нанесения линии или риски используют карандаш или острое шило.